# Музей оптики (Йена)
Музей оптики — музей, созданный Эрнстом Аббе в Йене на базе школы мастеров оптико-механического производства.
Находится в здании, построенном архитектором Гансом Шлагом в 1924 году на площади имени Карла Цейса, дом 12.

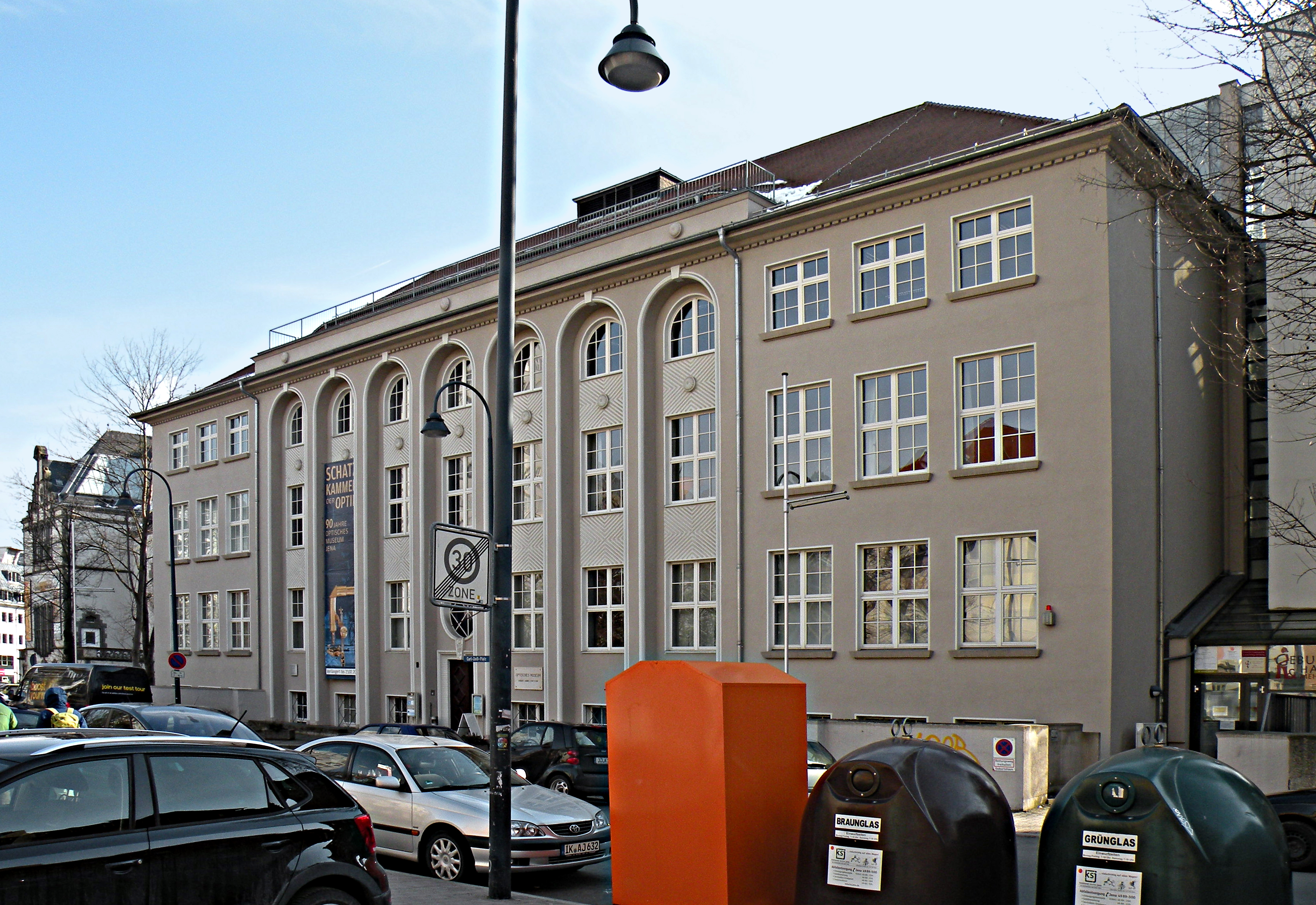
Музей оптики. Йена

Темой экспозиции музея является демонстрация культурно-исторического влияния изобретения, производства и внедрения оптико-механических инструментов, начатых в Йене на базе производства, организованного в форме народного предприятия Карлом Цейсом, Отто Шоттом и Эрнстом Аббе.

## Хроника музея
Площадь экспозиции составляет 600 м² и охватывает следующие темы:

## История очков

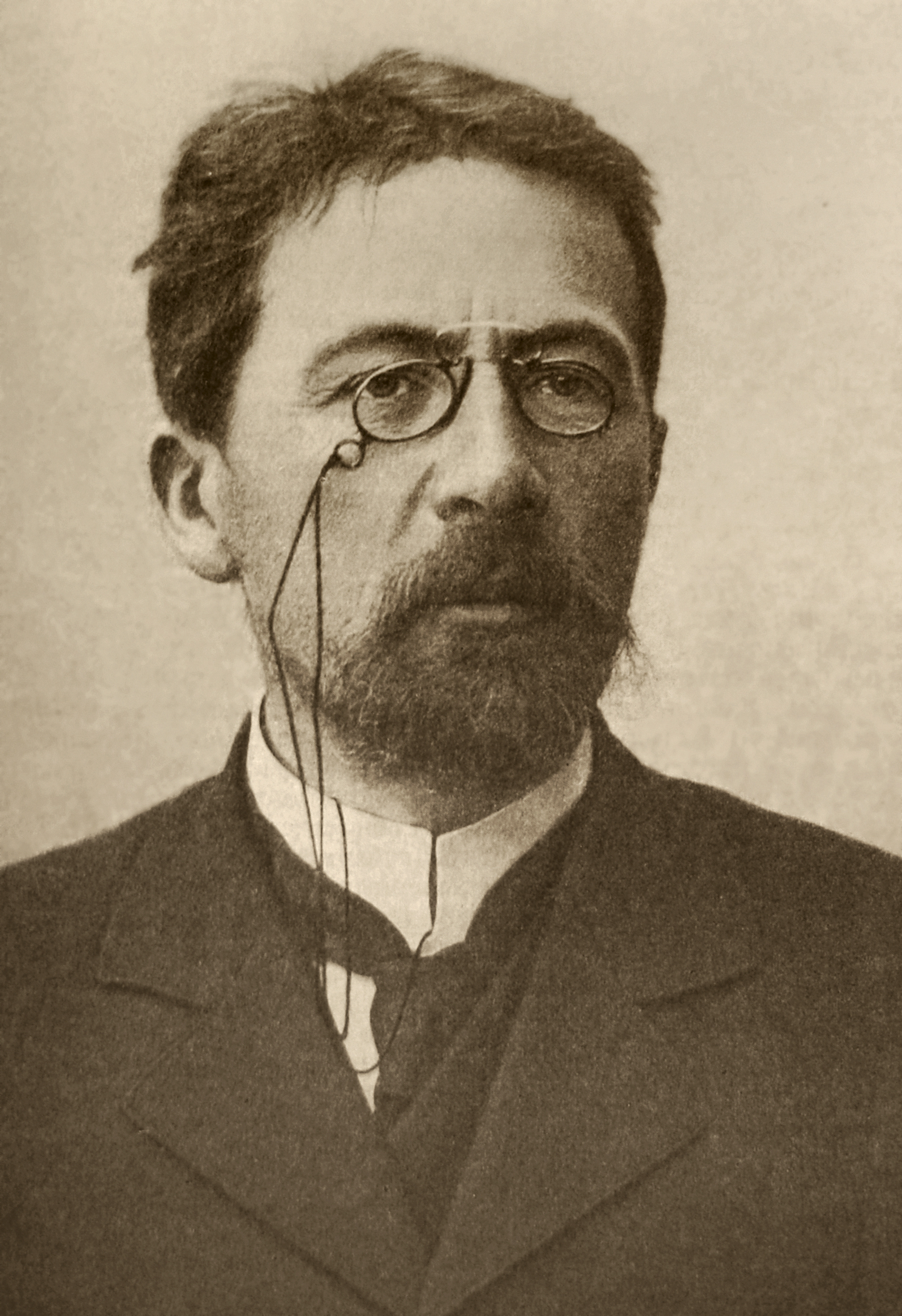
Пенсне (Чехов А. П.)

Экспозиция музея даёт представление об истории очков за семь столетий их существования. Здесь же экспонируются очки некоторых исторических личностей, например очки Роберта Коха или Рудольфа Вирхова. 

Отмечается, что первыми оптическими устройствами, с которыми познакомился широкий потребитель, были простые оптические системы коррекции недостатков зрения. Со времён античности для этой цели.использовались полированные линзы из горного хрусталя или драгоценных камней. 

Уже в начале 13 века были известны линзы, имеющие форму полусферы, накладываемые на рукописный тогда текст и улучшающие благодаря эффекту увеличения шрифта его чтение. Тогда такие линзы назывались по -немецки Lesestein или Einglas. (В наше время их называют Визолет-лупой). 

Изготовление и обработка прозрачного стекла к 13. веку достигла высокой степени совершенства, в особенности в республике Венеция. Овладение технологией изготовления двояковыпуклых линз сделало возможным размещения их на некотором расстоянии от текста. Соединение двух таких линз в единой оправе привело к созданию прототипа очков, появление которых в Венеции отмечено 1285 годом. Поскольку оправы линз крепились с помощью заклёпки, такие очки получили название Nietbrille. Эта заклёпка находилась в области переносицы и очки держались на носу, сжимая его с двух сторон. 

Обращение с такими очками было затруднено их громоздкостью. Но только в 15 веке появилась упрощённая конструкция, где оправы были соединены лёгкой дугообразной перекладиной и очки стали называться Bügelbrille. Спрос на такие очки был вначале невелик, поскольку в них нуждались, главным образом, монахи-переписчики книг. 

Положение существенно изменилось после появления книгопечатания, когда число читателей многократно возросло. Этому способствовало и учреждение университетов. 

На рубеже 17/18 веков появились конструкции очков, названных Klemmbrille (напоминающая пенсне), пользовавшаяся популярностью в течение двух с половиной столетий. В этой конструкции дугообразная перекладина служила одновременно пружиной, обеспечивающей контакт с носом пользователя. 

Начавшаяся промышленная революция отразилась и на производстве очков. Уже в 1800 году на рынок начали поступать очки самых с самыми разнообразными формами оправ. Очки стали предметом моды и нередко использовались и теми, кто в них не нуждался. 

В 1780году появился лорнет, поставляемый на рынок английской фамилией оптиков Адамс и нашедший массового покупателя после Лейпцигской ярмарки 1800 года 

В 1818 француз Лепаж начал изготовление складного лорнета, а в 1828 году раскрытие лорнета стало обеспечиваться пружиной. Такой лорнет получил популярность в эпоху Бидермейера. Ему отдавали предпочтение и дамы из высших слоёв общества. Но уже в середине века с началом эпохи историзма мода на лорнеты, не всегда удобные в обращении и при том весьма тяжёлые, прошла. 

Современный вид очковой оправы появился ещё в первые годы 18 века, но получил распространение не сразу. Вначале появились так называемые Schläfenbrille, оправа линз которых была снабжена двумя короткими штангами, прижимавшимися к вискам.
Когда эти штанги были продлены дальше, и были снабжены заушниками, очки, наконец, приобрели современную форму. 

В 1825 году французский врач Йозеф Бресси предложил очки типа Klemmer (пенсне). В этой конструкции пользователь при надевании очков сжимал пальцами выступы и изгибал перекладину в горизонтальной плоскости, которая, пружиня, создавала требуемое сжимающее усилие. 

После 1840 года такие очки пользовались чрезвычайной популярностью у представителей имущих слоёв населения. И были внешними признаками интеллигентности и учёности. 

Особенным признаком аристократа стал монокль, бывший в ходу у немецких офицеров, происходивших из аристократических кругов, до конца Второй мировой войны. 

После 20-х годов XX столетия повсеместно стали применяться очки современной конструкции, причём имевшие чрезвычайно различную форму оправы. Под влиянием Германии индустрия по производству очков была создана и в Америке. И в 50-е годы XX века очки окончательно стали объектом модного дизайна. 

Очки, в особенности монокль и лорнет стали отличительными признаками принадлежности к образованным (и в те годы имущим) слоям общества.

## История развития микроскопии
Ещё в конце 17 века с помощью самостоятельно изготовленного микроскопа Левенгук сделал ряд выдающихся открытий в микромире, в том числе установил существование бактерий, эритроцитов, узнал о строении органов насекомых и многое другое. Однако, на протяжении следующего века микроскопия, как наука стагнировала по причине ограничения возможности перейти к бОльшим значениям увеличения (свыше 250 крат). Это было вызвано влиянием хроматической аберрации используемых линз.
Микроскоп превратился в модное средство развлечения в салонах знати.

## История фотографии

### Фотограмметрия

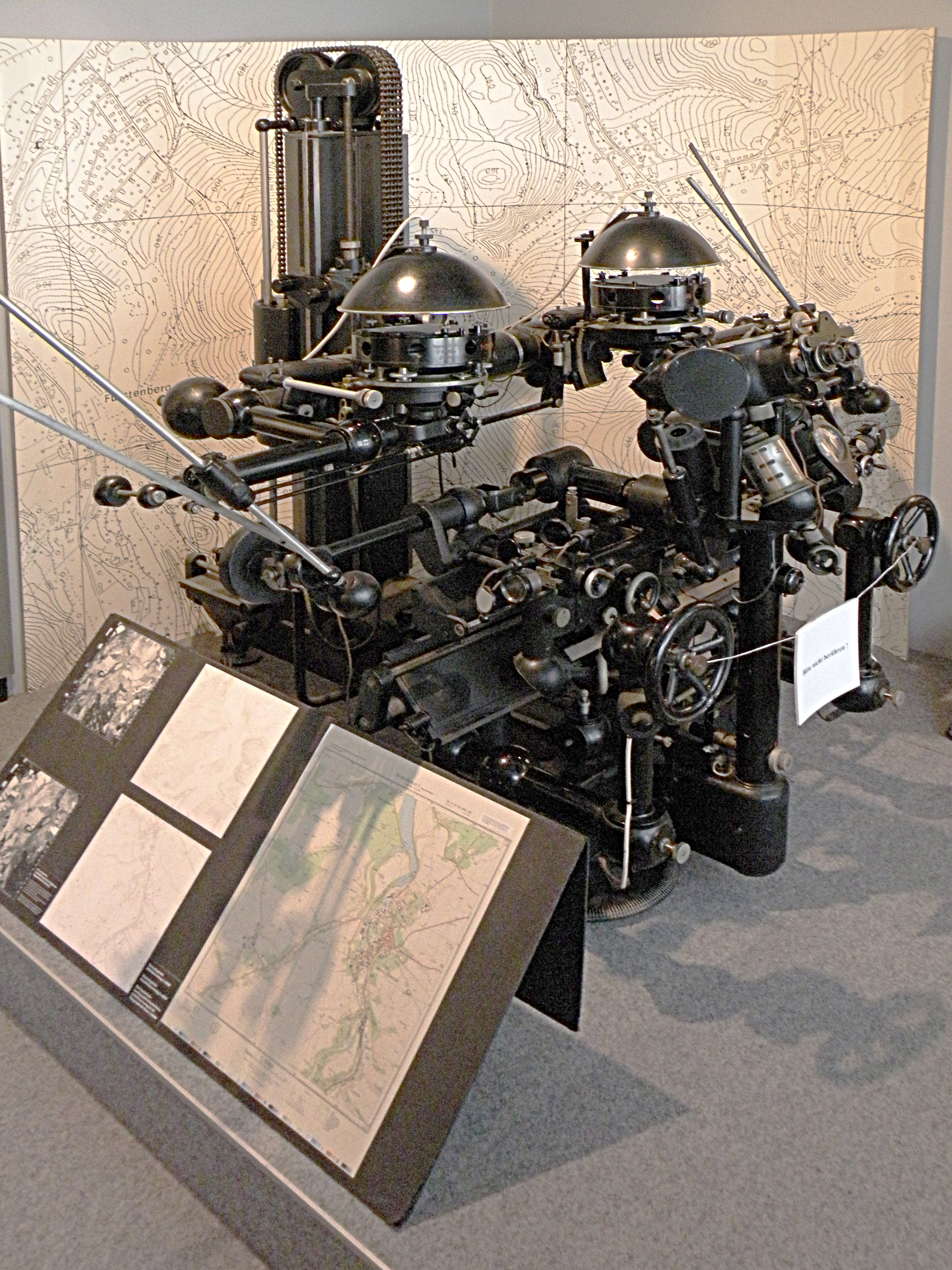
Стереопланиграф. Прибор для создания топографических карт и планов по аэрофотоснимкам.

Использование фотографических методов в картографии началось в середине 19. века, то есть сразу же после разработки техники фотосъёмки. При этом подлинную революцию в картографии произвела аэрофотосъёмка . Это потребовало создания специальных фотографических объективов с минимальной аберрацией дисторсии, искажающей взаимное расположение деталей на фотоснимках. Кроме того, внешней причиной ошибок в координатах деталей, стала разновысокость рельефа местности, благодаря которой координаты характерных точек на плоскости фотоснимка искажались при сравнении с их действительным положением в случае, когда при съёмке они находились не на вертикали по отношению к объективу фотокамеры. Для коррекции этих ошибок использовался метод сравнения координат на двух последовательно сделанных снимках на специальном точном приборе - стереокомпараторе.

## Проекционная аппаратура
Техника проекции изображений с помощью оптических средств зародилась в «Век просвещения», в начале 17-го века, когда в массах возник постоянно расширяющийся запрос на иллюзии и чудеса. В 1799 году в Париже Гаспар Этьен Робертсон собирал массы народа демонстрацией изображений ужасов революции. В начале XIX века волшебный фонарь (Латерна магика) стал профессионально использоваться в своеобразных театральных представлениях. Начиная с 1841 года и в течение 40 лет в лондонском Королевском политехническом институте с большим успехом демонстрировались серии увлекательных картин в их проекции на огромный экран.

## Карл Цейс, его жизнь и труды

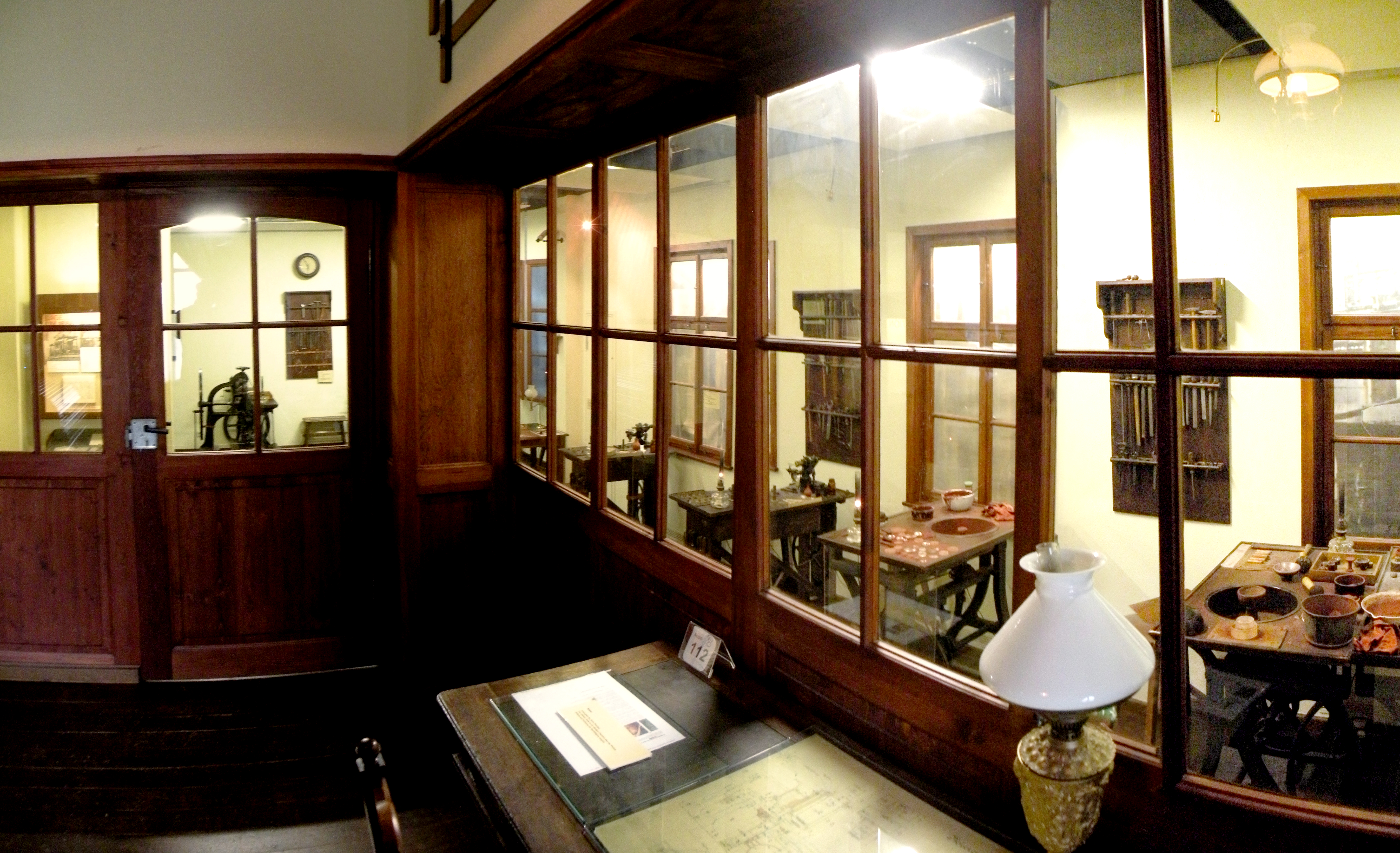
Историческая мастерская Цейса в Музее оптики. Вид из офиса Цейса.

## Эрнст Аббе

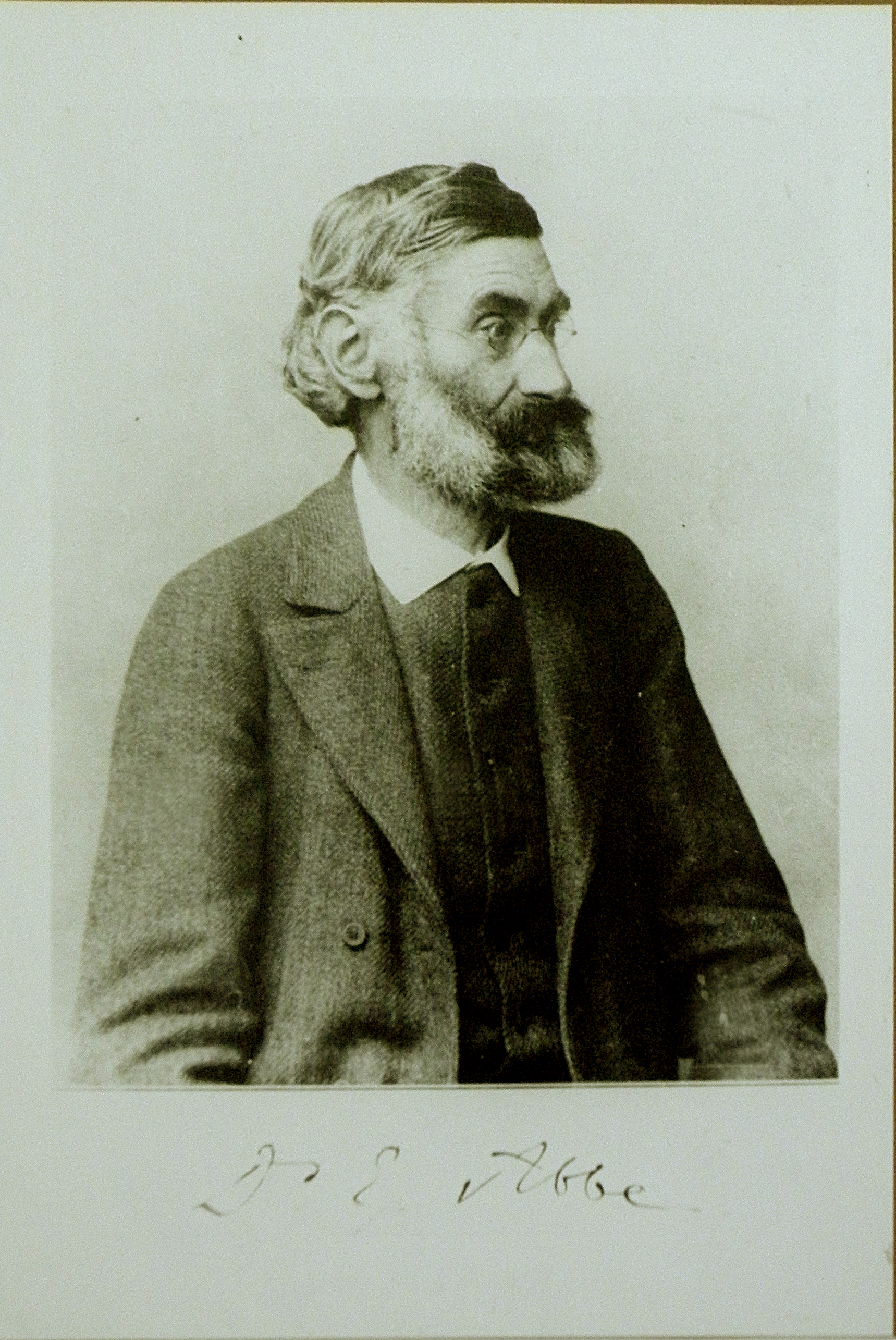
Эрнст Аббе

## Отто Шотт
Родился в 1851 году в Виттене. В 1879 году встретился с Аббе, будучи уже специалистом- химиком по производству стекла. В 1882 году переехал в Йену. Здесь при финансовой поддержке Карла и Родериха Цейсов, Аббе и государства он основал Лабораторию по изготовлению технического стела «Шотт и товарищи», в которой он разрабатывал новые сорта стёкол и продвигал их варку в производство. Это позволило Аббе, уже после смерти Цейса, существенно расширить номенклатуру изготовляемых оптических приборов. Что обеспечило компании Цейса ведущую роль в оптико-механической промышленности. А также на мировом рынке продукции.
В экспозиции музея имеется специализированный раздел, посвящённый жизненному пути Шотта.
Изобретённые Шоттом сорта стекла позволили создать в 1886 году микрообъектив-апохромат, позволивший существенно снизить хроматическую аберрацию и существенно повысить увеличение микроскопов

## История фирмы Цейс

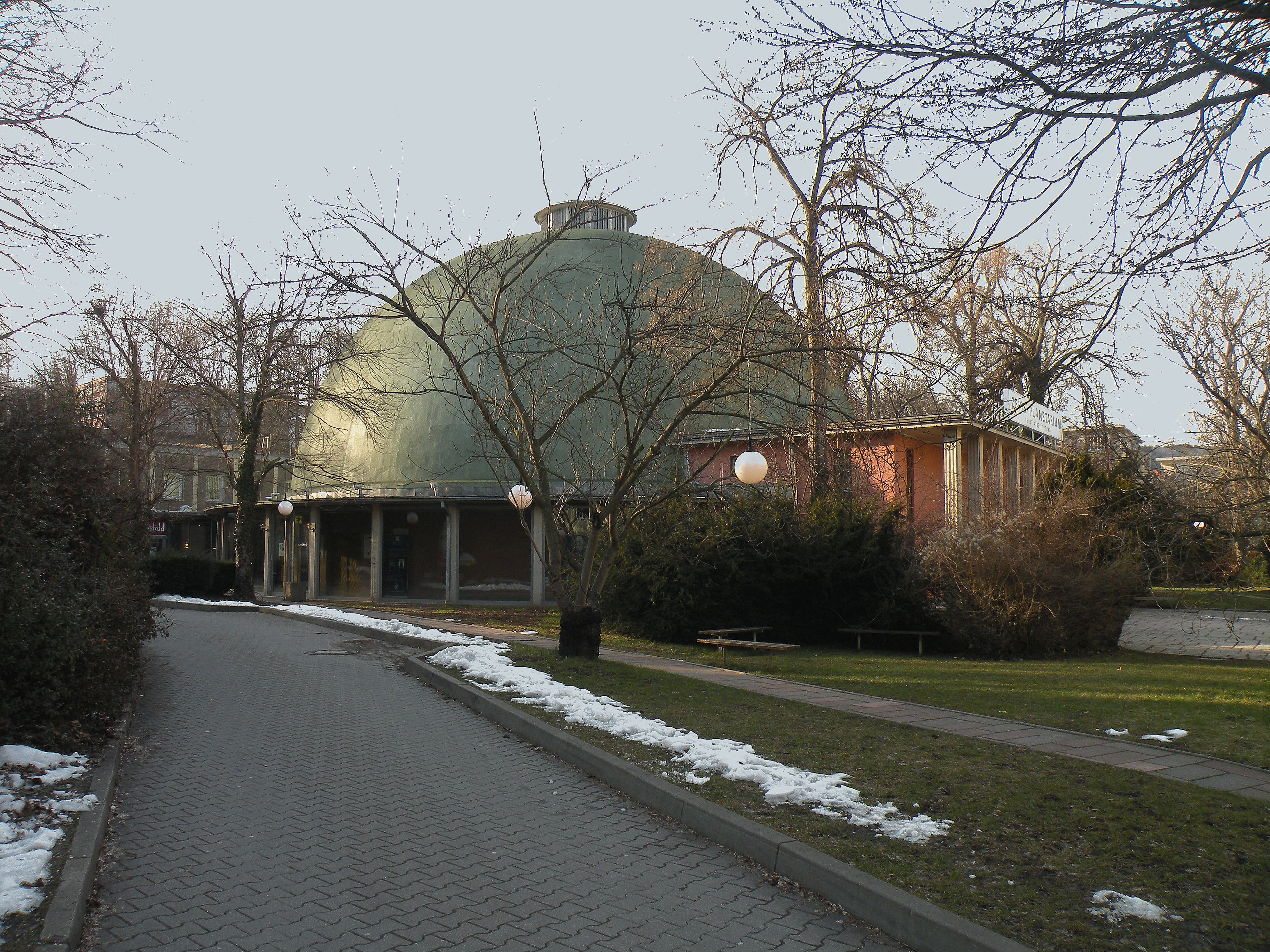
Планетарий Цейса в Йене

Первый планетарий был открыт в 1925 году В Мюнхене. На следующий год аппаратура для имитации ночного неба и движения светил (также называемая планетарием) была установлена в специально построенном для неё здании в Йене.